# Zveza sindikatov Jugoslavije
Družbeno-politična organizacija v času Socialistične federativne republike Jugoslavije. Njena vloga je bila borba za pravice delavcev.  
Načelno naj bi bila samostojna in prostovoljna organizacija, a je bila podrejena zvezi komunistov.  Sindikat je bil organiziran na ravni podjetja, osnovne organizacije sindikata so se povezovale v občinsko, te v medobčinsko in te v republiško organizacijo Zveze sindikatov.
Že pred osamosvojitvijo Slovenije so se oblikovali samostojni, neodvisni sindikati, kot protiutež državni Zvezi sindikatov, ki se je demokratizirala in razdelila v več panožnih sindikatov.
Predsedniki Sveta ZSJ po 1945 so bili: Đuro Salaj (do 1958), Svetozar Vukmanović - Tempo (do srede 60. let, ... ? , Mika Špiljak (1971-82), zatem pa so prešli na rotirajoče vodstvene funkcije; Slovenca, ki sta v 80. letih zavzemala pomembne funksije v ZSJ sta bila Marjan Rožič (v 70. letih sekretar in v 80. eno leto predsednik) ter Marjan Orožen. 